# Torčec
Torčec is een plaats in de gemeente Drnje in de Kroatische provincie Koprivnica-Križevci. De plaats telt 697 inwoners (2001).